# Cosas de Ñico Saquito
Cosas de Ñico Saquito è un album di Ñico Saquito accompagnato dal Conjunto de Oriente e come guest star Ramón Veloz.

## Tracce
Tutti i brani sono composti da Ñico Saquito

### Lato A
1. Maria Christina
2. Te escribire con sangre
3. Yo no escondo a mi abuelita
4. Queja
5. Dale Tumba

### Lato B
1. Cuidadito Compay Gallo
2. Que agradable
3. A mi me gusta el Cha Cha Cha
4. Volveré
5. Ya que estoy en mi cubita
6. Los que son y no son

## Musicisti
- Ñico Saquito - voce, chitarra
- Ramón Veloz - voce

## Altra incisione
Nel 1959 Ñico Saquito incise un altro LP con il titolo Son cosas de Ñico Saquito con il Conjunto de Oriente, e con le voci di Maximiliano Sánchez (Bimbi), Alberto Aroche e Carlos Embale. Inoltre fu aggiunto il brano son La negra Leonor